# Државно-црквени сабори у средњовековној Србији
Слично конституисању Парламента у Енглеској (1265) и Скупштине сталежа у Француској (1302), тако је и Сабор у манастиру Жичи из 1221. године установио црквено-државну институцију највишег ранга.

## Знаменити државно-црквени сабори
- Сабор против богумила у Рашкој 1186.
- Сабор 1196. - повукао се Стефан Немања и замонашио на сабору 1196, а за свог наследника је одредио средњег сина Стефана.
- Државно-црквени сабор у Жичи 1221. - на сабору је архиепископ Сава папином круном (венцем) крунисао (овенчао) свог брата Стефана Првовенчаног.
- Сабор у Дежеви 1282.
- Сабор у Сврчину 1331. - архиепископ Данило II у Сврчину крунисао 23-годишњег Душана Стефана Немањића за краља српских и поморских земаља
- Сабор у Серу 1345. - Стефан Душан проглашен царем Срба и Грка.
- Сабор у Скопљу 1346. - српска црква уздигнута у патријаршију. Седам дана за тим, о Ускрсу, нови патријарх с трновским патријархом Симеоном, у присуству целога сабора круниса Душана за цара, а сина му нејакога Уроша за краља
- Сабор у Скопљу 1349. - проглашен Душанов законик.
- Сабор у Серу 1354. - Душанов законик допуњен са неколико нових чланака.
- Државни сабор у Скопљу 1357.
- Почетком октобра 1375. године, на сабору који су заједнички сазвали кнез Лазар Хребељановић и Ђурађ I Балшић, за патријарха је изабран Јефрем, угледни светогорски монах бугарског порекла.
- 1382. године, на црквено – државном сабору у манастиру Жичи, у присуству кнеза Лазара и патријарха Спиридона, издата је повеља о оснивању манастира Дренче
- Сабор у Сребреници - Стефан Лазаревић прогласио за свог наследника сестрића Ђурђа Бранковића